# Groupe de NGC 7582
Selon A.M. Garcia, le groupe de NGC 7582 comprend au moins neuf galaxies. Sur son site WEB, Richard Powell mentionne aussi ce site et cinq galaxies qui ne sont pas dans la liste de Garcia s'y trouvent. Une troisième source, un article publié en 2006 par Sengupta et Balasubramanyam indique que toutes les galaxies de la liste de Garcia sont émettrices de rayon X. En fusionnant ces trois sources, on conclut que le groupe de NGC 7582 renfermerait 15 membres. Mais, certaines galaxies proposées par Powell sont dans le groupe d'IC 5267. Il y a une profusion de groupes dans cette région du ciel (voir la page de NGC 7412) et il est difficile d'attribuer définitivement une galaxie à un groupe donné. Le tableau suivant décrit les propriétés des galaxies du groupe. Les lettres entre parenthèses désigne Garcia, Powell ou Sengupta. Toutes les galaxes de ce groupe de galaxies sont situées dans la constellations de la Grue, à l'exception d'IC 5325 qui est la constellation du Phénix

## Membres
| Nom              | Class.        | Type                  | α (J2000.0)      | δ (J2000.0)      | Vitesse radiale (km/s) | m      | Distance (Mpc) | Diamètre (kal) |
| ---------------- | ------------- | --------------------- | ---------------- | ---------------- | ---------------------- | ------ | -------------- | -------------- |
| NGC 7412 (P)     | SBb           | Spirale barrée,       | 22h 55m 45.750s  | -42° 38′ 31.30″  | 1710 ± 4               | 11,4   | 21,7 ± 1,5     | 57             |
| NGC 7496 (GPS)   | (R'?)SB(rs)bc | Spirale barrée        | 23h 14m 48.4705s | -43° 36′ 59.310″ | 1596 ± 3               | 11,3   | 20,1 ± 1,4     | 156            |
| NGC 7531 (GPS)   | SAB(r)bc      | Spirale intermédiaire | 23h 14m 48.4705s | -43° 36′ 59.310″ | 1596 ± 3               | 11,3   | 20,1 ± 1,4     | 48             |
| NGC 7552 (GPS)   | SAB(r)bc      | Spirale intermédiaire | 23h 16m 10.7592s | -42° 36′ 05.071″ | 1608 ± 5               | 10,6   | 20,2 ± 1,4     | 56             |
| NGC 7582 (GPS)   | (R')SB(s)ab   | Spirale barrée        | 23h 18m 23.6280s | -42° 22′ 13.512″ | 1622 ± 3               | 10,6   | 20,4 ± 1,5     | 331            |
| NGC 7590 (GPS)   | S(r?)bc       | Spirale               | 23h 18m 54.8270s | -42° 14′ 20.574″ | 1575 ± 5               | 11,5   | 19,7 ± 1,4     | 84             |
| NGC 7599 (GPS)   | S(r?)bc       | Spirale               | 23h 19m 21.0554s | -42° 15′ 25.239″ | 1651 ± 5               | 11,5   | 20,8 ± 1,5     | 98             |
| NGC 7632 (GPS)   | (R')SB0^0?(s) | Lenticlaire           | 23h 22m 00.9079s | -42° 28′ 49.922″ | 1536 ± 15              | 12,1   | 19,1 ± 1,4     | 65             |
| IC 5325 (GPS)    | SBbc,         | Spirale barrée        | 23h 28m 43.4727s | -41° 20′ 00.038″ | 1536 ± 15              | 11,3   | 18,5 ± 1,3     | 23             |
| IC 5267 (P)      | (R)SA(rs)0/a  | Lenticlaire           | 22h 57m 13.4827s | -43° 23′ 45.191″ | 1712 ± 4               | 10,5   | 21,8 ± 1,6     | 196            |
| IC 5267A (P)     | SB(s)c        | Spirale barrée        | 22h 55m 56.2901s | -43° 26′ 04.717″ | 1485 ± 30              | 13,4   | 18,4 ± 1,5     | 75             |
| IC 5267B (P)     | S0^0^?        | Lenticlaire           | 22h 56m 57.2343s | -43° 45′ 37.699″ | 1737 ± 22              | 11,8   | 22,2 ± 1,5     | 75             |
| ESO 291-24 (GPS) | SB(s)c: pec   | Spirale particulière  | 23h 23m 40.6404s | -43° 42′ 08.683″ | 1682 ± 10              | -18,98 | 21,3 ± 1,5     | 57             |
| ESO 291-15 (PS)  | Sa?           | Spirale               | 23h 17m 57.1500s | -42° 31′ 24.845″ | 1618 ± 80              | -16,80 | 20,3 ± 1,2     | 42             |
| ESO 347-2a (P)   | ?             | ?                     | ?                | ?                | ?                      | ?      | ?              | ?              |

Le site DeepskyLog permet de trouver aisément les constellations des galaxies mentionnées dans ce tableau ou si elles ne s'y trouvent pas, l'outil du site constellation permet de le faire à l'aide des coordonnées de la galaxie. Sauf indication contraire, les données proviennent du site NASA/IPAC.